# 梯形法则 (微分方程)
在 数值分析 和 计算科学， 梯形法则 是一个 求解常微分方程的数值方法。 该方法由 梯形公式 推导出，用于计算积分。 梯形法则是一个隐式的二阶的方法，这可以被视为一个 龙格–库塔法 和 线性多步法.

## 方法
假设我们欲求解如下微分方程
{\displaystyle y'=f(t,y).}
梯形法则由如下方程给出
{\displaystyle y_{n+1}=y_{n}+{\tfrac {1}{2}}h{\Big (}f(t_{n},y_{n})+f(t_{n+1},y_{n+1}){\Big )},}
其中 {\displaystyle h=t_{n+1}-t_{n}} 为步长.
这是一个隐式方法: 函数值 {\displaystyle y_{n+1}} 出现在方程的左右两边, 为了实际计算它，我们必须求解一个方程（通常为非线性）。其中一种解方程的方法为 牛顿法。我们可以用 欧拉方法 来获得一个不错的解的估计值，以作为牛顿法的初始值